# Jean Basile Dominique Doumenjou
Jean Basile Dominique Doumenjou est un botaniste français, né le 14 juin 1789 au Mas-d'Azil en Ariège et mort le 9 mars 1856 à Villemagne dans le département de l'Aude. Son abréviation botanique standard d'auteur est Doumenjou

## Biographie
Jean Basile Doumenjou est enseignant à l'école de Sorèze puis, après douze ans dans cette ville, il déménage à Castres en 1841,. Il réalise ses observations botaniques principalement dans le département du Tarn. Dans son ouvrage Herborisation sur la Montagne noire, il fait précéder ses descriptions des plantes de la région tarnaise de « Lettres sur la botanique adressées a une dame et entremêlées de vers ». 
Il meurt le 9 mars 1856 à Villemagne.
Rubus domenjouanus, une ronce décrite par Henri Sudre, endémique du Tarn, est une espèce qui lui est dédiée.

## Œuvres
- « Promenade botanique à Lampy », Revue du Midi, vol. 12,‎ 1836, p. 316-319.
- Herborisations sur la Montagne noire et les environs de Sorèze et de Castres, suivies du Catalogue des plantes phanérogames qui végètent spontanément dans ces localités, Castres, Veuve-Chailliol, 1847, 326 p. (OCLC 457962875).
- Voyage botanique de Castres à Marseille, Castres, Veuve-Chailliol, 1848, 52 p. (OCLC 44155013).
- Supplément aux herborisations sur la Montagne noire et les environs de Sorèze et de Castres, Albi, Imprimerie de M. Papailhiau, 1851, 61 p. (OCLC 457962882).
- Quelques souvenirs de Nice, Herborisation dans ses environs, Lettres à Mlle. Louisa Grace, Castelnaudary, Imprimerie Labadie, 1856, 21 p. (OCLC 457962888).